# Laneuveville-en-Saulnois
Laneuveville-en-Saulnois település Franciaországban, Moselle megyében. Lakosainak száma 285 fő (2022. január 1.). Laneuveville-en-Saulnois Amelécourt, Donjeux, Fonteny, Fresnes-en-Saulnois, Oriocourt és Viviers községekkel határos.

## Népesség
A település népességének változása:
| Lakosok száma | 167  | 129  | 184  | 244  | 270  | 299  | 303  | 297  | 286  | 285  |
|               | 1968 | 1982 | 1999 | 2006 | 2011 | 2015 | 2017 | 2018 | 2020 | 2022 |